# Флатей
Фла́тей (исл. Flatey, дословно — «плоский остров»; исландское произношение: [ˈflaːtei]) — второй по величине остров у берегов Исландии. Расположен в Брейда-фьорде в границах общины Рейкхоулахреппюр региона Вестфирдир. Название остров получил из-за своей плоской низменной поверхности.

## География
Остров Флатей является почти самым большим из примерно 40 островов в Брейда-фьорде, у западного берега Исландии. Длина острова составляет 2 километра, ширина — 0,5 километра. На острове проживает несколько десятков человек, он соединён с исландским побережьем паромным сообщением.

## История
В XVI веке на острове последний католический епископ Исландии Йон Арасон установил первый в стране печатный станок. Книги, напечатанные на Флатее, до наших дней не сохранились.

## Литературные памятники
В Исландии и в Европе Флатей известен сохранившимися здесь средневековыми литературными памятниками — Анналы острова Флатей (Flateyarannáll, Х столетие) и Книга с Плоского острова (Flateyjarbók, XIV столетие), вобравшими также в себя многие саги и легенды.